# 番茱萸科
番茱萸科又名黑叶树科，只有1属7-8种，都是生长在马达加斯加岛东部的当地特有种。
本科植物为小乔木或灌木，单叶互生，无托叶，叶子干燥后变为黑色；花小，花被5数，组成花序；果实为核果。
1981年的克朗奎斯特分类法将其列入山茱萸科，1998年根据基因亲缘关系分类的APG 分类法认为应该单独分出一个科，列在伞形目中， 2003年经过修订的APG II 分类法维持原分类，但在2006年12月19日新修订时将其和鞘柄木科合并。